# 김두수
김두수(金斗守, 1963년 1월 2일~)은 경상남도의 남해군에서 태어난 대한민국의 정치인 겸 연구인이다. 민주노동당, 개혁국민정당, 열린우리당, 창조한국당, 국민참여당, 민주통합당 등의 창당과 정당 작업 등에 관여하였다. 제38·39대 남해군수, 제5대 행정자치부 장관, 민선 5기 경상남도지사를 역임한 더불어민주당 제20대 국회의원 김두관은 그의 형이다.

## 학력
- 남해도마국민학교 졸업
- 남해중학교 졸업
- 진주 대아고등학교 졸업
- 고려대학교 정경대학 행정학과 학사(1986년)

## 경력
- 한국노동사회연구소 교육위원
- 1996년 민주주의민족통일전국연합 정치국장
- 1998년 국민승리21 부대변인, 기획국장
- 2001년 참여연대 시민감시국 국장, 의정감시센터 담당
- 2002년 제3회 전국동시지방선거 새천년민주당 김두관 경상남도지사 후보 선거본부 정무특보, 상황실장
- 대통령직속 동북아경제중심추진위원회 자문위원
- 열린우리당 중앙위원
- 국민의 명령 사무총장
- 민주통합당 사무총장
- 사회디자인연구소 상임이사
- 넥스트커뮤니케이션 정치전략연구소장
- 개혁신당 당대표 정무특보단장
- 개혁연구원 부원장
- 제21대 대통령 선거 선거기획단 부단장
- 2025. 4.~2025. 6. 제21대 대통령 선거 개혁신당 이준석 대통령 후보 정책특보단장

## 저서
- 김두수. 《쫄지마 정치》. 모아북스. 2012년 1월. ISBN 9788997385065
- 김대호, 김두수. 《희망 한국 프로젝트》. 백산서당. 2007년 11월. ISBN 9788973274109
- 김두수. 《꿈꾸는 사람이 세상을 바꾼다》. 삼인. 2003년 11월. ISBN 9788987519951

## 역대 선거 결과
|  | 8.49% |

|  | 43.10% |